# Фодора (Селаж)
Фодора (рум. Fodora) — село у повіті Селаж в Румунії. Входить до складу комуни Гилгеу.
Село розташоване на відстані 365 км на північний захід від Бухареста, 48 км на схід від Залеу, 54 км на північ від Клуж-Напоки.

## Населення
За даними перепису населення 2002 року у селі проживали 530 осіб, з них 528 осіб (99,6%) румунів. Рідною мовою 528 осіб (99,6%) назвали румунську.